# 小行星1480
小行星1480（1480 Aunus）是一颗绕太阳运转的小行星，为主小行星带小行星。该小行星于1938年2月18日被芬兰天文学家爾約·維薩拉在圖爾庫发现。
該小行星以俄羅斯的城市奧洛涅茨，同時也以韋伊塞萊的孫子命名。

## 轨道参数
小行星1480的轨道半长轴为2.2025835 UA，离心率为0.109。